# سبویتا (نیومکزیکو)
سبویتا (به انگلیسی: Seboyeta) یک منطقهٔ مسکونی در ایالات متحده آمریکا است که در شهرستان سیبولا، نیومکزیکو واقع شده‌است. سبویتا ۱۷۹ نفر جمعیت دارد و ۱٬۹۴۸٫۹۱ متر بالاتر از سطح دریا واقع شده‌است.